# شارل ألبير غوبا
شارل ألبير غوبا (Charles-Albert Gobat) هو سياسي سويسري ولد في ترملان في 21 مايو 1843 وتوفي في 16 مارس 1914.
عمل في سنة 1882 كنائبا في المجلس الأكبر ومن ثم أمين عام الاتحاد البرلماني الدولي بين 1892 و 1909. أدار بين 1911 و 1914 المكتب العالمي للسلام الذي كان يرأسه ايلي دوكميان.
تقاسم شارل ألبير غوبا مع ايلي دوكميان على جائزة نوبل للسلام سنة 1902.

## روابط خارجية
- شارل ألبير غوبا على موقع الموسوعة البريطانية (الإنجليزية)
- شارل ألبير غوبا على موقع إن إن دي بي (الإنجليزية)